# Zafar (Iêmen)

Plano arqueológico de Zafar, c. 500

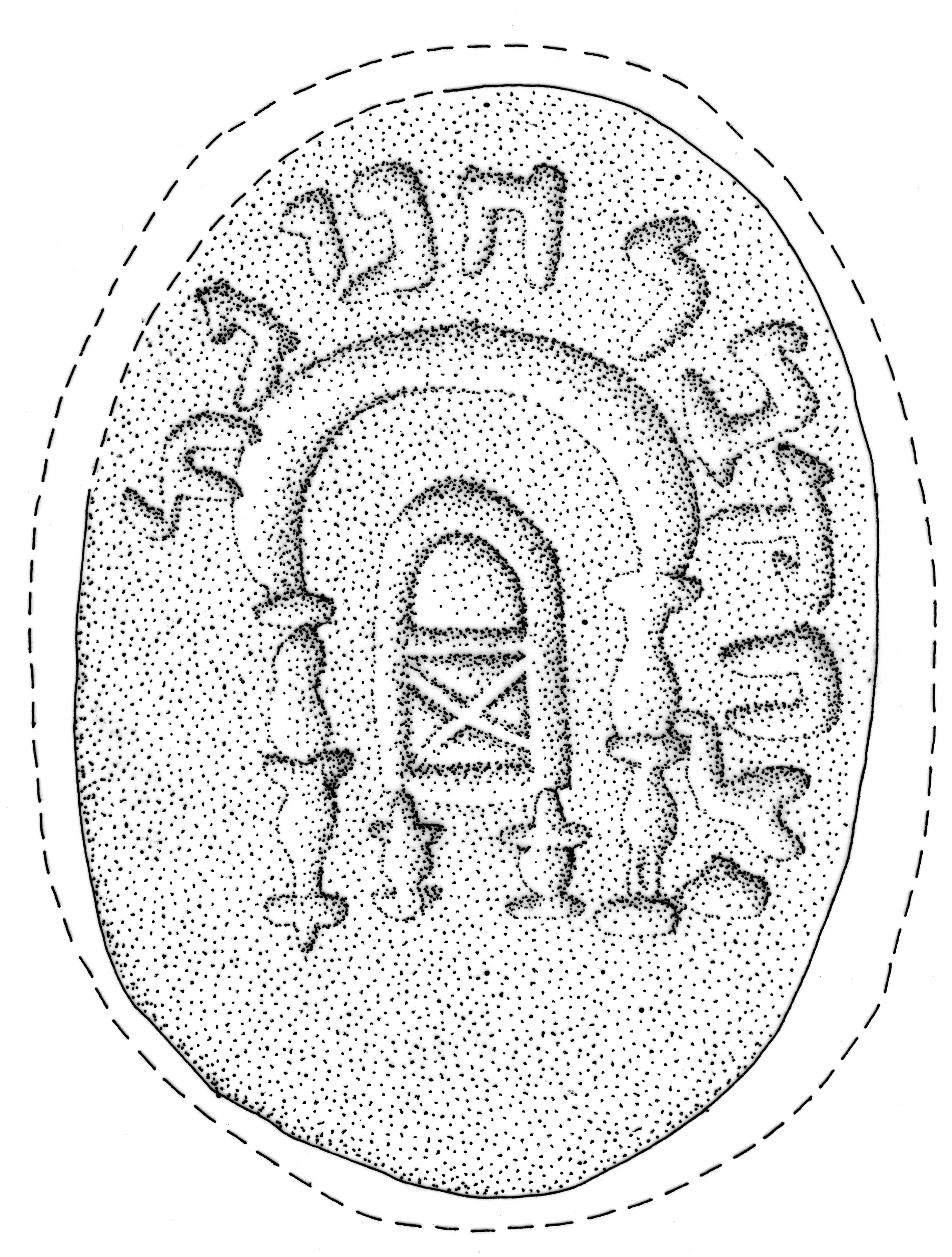
Pedra de anel Iaxique bar Hanina com o desenho da Torá, -

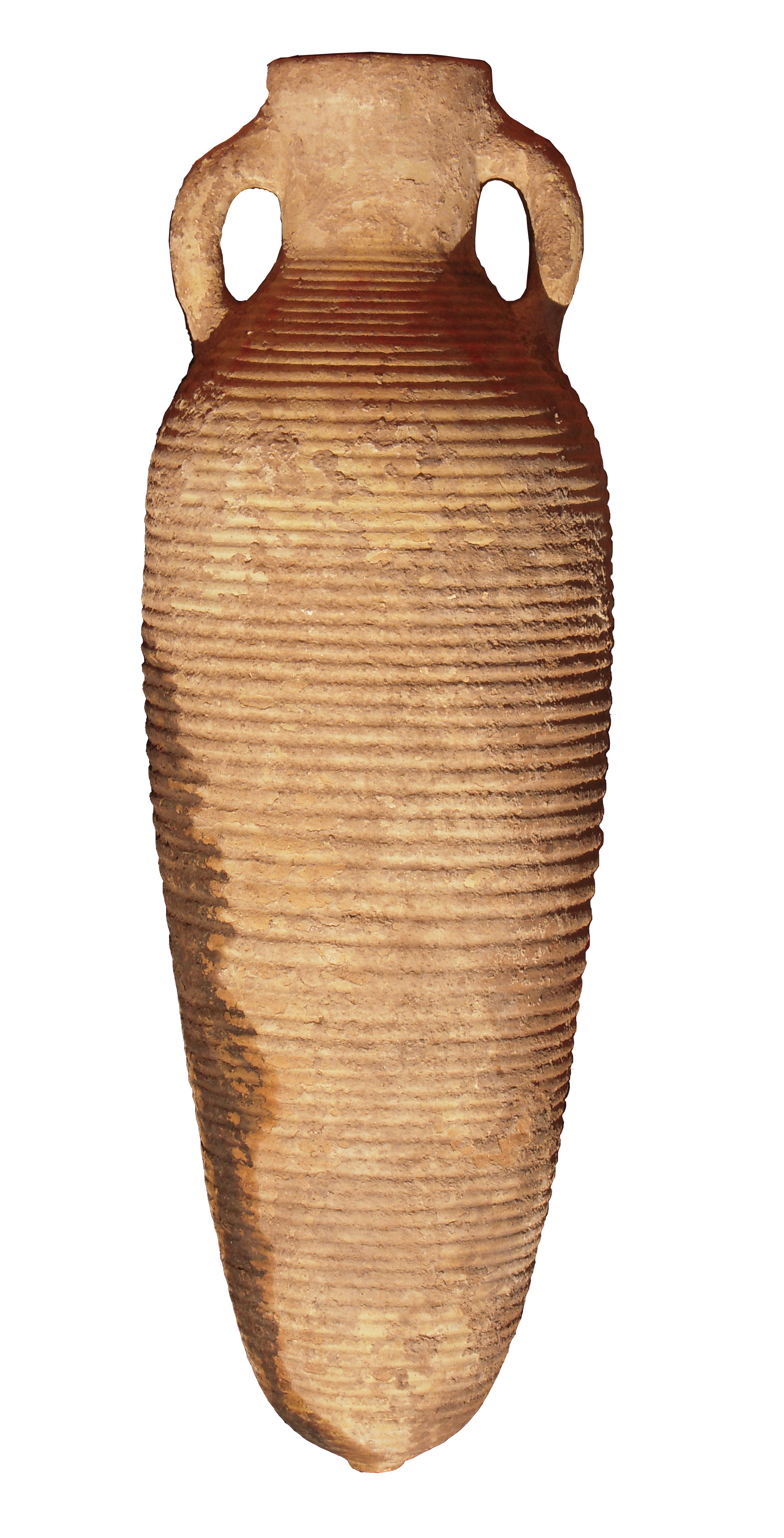
Ânfora romana encontrada em Zafar originaria de Ácaba, Jordânia, 400 - 550

Zafar ou Dafar (em árabe: ظفار; romaniz.: Ðafār) é uma antiga cidade himiarita situada no Iêmem, cerca de 130 km ao sul-sudeste da capital Saná. É mencionada em diferentes textos antigos. Encontra-se nas terras altas iemenitas em algum m 2800. A cidade mais próxima é Iarim, que fica a 10 km na direção norte-noroeste. Zafar era a capital da confederação tribal himiarita de 110 a.C. a 525 d.C., que em sua maior expansão governou a maior parte da Arábia. Por 250 anos a confederação himiarita, incluindo seus aliados,  estendia-se ao norte de Riade, e ao norte-lesta até o Eufrates. Zafar era a capital himiarita no sul da Arábia antes de ser conquistada pelo Império de Axum.
O inicio do assentamento é obscuro. A principal fonte são inscrições no antigo Alfabeto arábico meridional datadas do século I a.C.. É mencionada também por Caio Plínio Segundo em sua obra História Natural, e no anônimo Périplo do Mar Eritreu  (ambos do século I d.C.), bem como na Geografia de Ptolemeu do século II. Presumivelmente, nos tempos medievais as coordenadas do mapa de Ptolomeu foram incorretamente copiados ou emendados para que mapas subsequentes por colocar a metrópole em Omã, e não no Iêmem. As fontes escritas são numerosas, mas heterogêneas. Textos cristãos citam a guerra entre os Himiaritas e os axumitas (523-525), porém nenhum texto cita a sua destruição. Há evidências de que em Zafar e, em geral, nas terras altas iemenitas houve uma diminuição drástica da população nos séculos V e VI.
O antigo assentamento ocorreu dentro e fora das defesas da cidade antiga. Hoje, estas foram estimadas em 4000 m de comprimento. A fortaleza principal hoje é ainda referida como a Huceine Raidã. As ruínas arquitetônicas principais em Zafar incluem uma câmaras subterrâneas, túmulos, uma linha de câmaras de armazenamento e as fortificações arruinadas que estão melhor preservadas. Textos no Alfabeto arábico meridional mencionam cinco palácios reais em Zafar: Hargabe, Calanum, Caucabã, Xauatã e Raidã, o palácio do estado. 
A cidade foi o lar de politeístas, comunidades judaica e cristã. Surpreendentemente existe pouca evidência do caráter e dos costumes dessas religiões, bem distantes de seus centros. Supõe-se em termos de religiões uma mistura de cristãos, judeus e politeístas, no final de tempos pré-islâmicos. 
Do inicio do século III ao VI, Zafar era uma cidade com um florescente comércio local e internacional. A evidência disto vem na forma de ânforas do período romano tardio com cerca de 500 vasos e fragmentos recuperados em Zafar. A paisagem contemporânea parece ser muito inferior ao que forneceu a base de recursos para a confederação tribal himiarita. A água é escassa, os solos de terras altas sofrem erosão, a cobertura de árvores praticamente desapareceu. Dado o esgotamento dos recursos naturais, conflitos civis e epidemias a população do período himiarita parece ter declinado especialmente no século IV. Hoje cerca de 450 agricultores habitam na antiga capital.
O mapeamento e escavações arqueológicas através da Universidade de Heidelberga continuaram em 1998-2010.